# Обухово (Глебовское сельское поселение)
В Рыбинском районе есть ещё одна деревня Обухово, в Каменниковском сельском поселении.
Обухово — деревня в Погорельском сельском округе Глебовского сельского поселения Рыбинского района Ярославской области .
Деревня расположена в северной части Глебовского сельского поселения, вдоль правого берега Волги (Рыбинское водохранилище), отделённая от берега небольшой рощей. Ширина водохранилища в этом районе около 7 км. Фарватер проходит примерно в 2 км от берега, перед фарватером протянулась цепочка небольших остовов Трясье. К югу от деревни Обухово расположен сосновый бор, в котором располагаются детские лагеря. базы отдыха, называющиеся по затопленному в настоящее время селу Коприно. а севернее, то есть ниже по течению на берегу Волги стоит деревня Могильца, при этом южная околица Могильцы смыкается с северной околицей Обухово. К востоку от Обухово расположена деревня Петрицево, к которой ведёт просёлочная дорога от Могильцы и Обухово. Через Петрицево идут три дороги к населённым пунктам, расположенным на автомобильной дороге из центра сельского поселения Глебово на Ларионово: к Малому Сёмино, Тебенихе и центру сельского округа Погорелка .
Деревня Обухова указана на плане Генерального межевания Рыбинского уезда 1792 года.
На 1 января 2007 года в деревне числилось 2 постоянных жителя . Почтовое отделение в селе Погорелка, обслуживает в деревне Обухово 66 домов, названий улиц нет .